# Малая зелёная щурка
Малая зелёная щу́рка (лат. Merops orientalis) — птица из семейства щурковых (Meropidae). Международный союз орнитологов выделяет 4 подвида.

## Описание
Малая зелёная щурка — красочная, стройная птица. Оперение верхней части тела от золотисто-зелёного до тёмно-зелёного цвета. Окраска нижней части тела варьирует в зависимости от подвида. Крылья зелёные, глазная маска и клюв чёрного цвета, глаза красного цвета. Птица достигает общей длины от 16 до 18 см. Средние перья хвоста достигают длины до 10 см. Они отсутствуют у молодых птиц.

## Распространение
В Африке малая зелёная щурка распространена к югу от Сахары от Сенегала и Гамбии до Эфиопии, а также в долине Нила в Азии в частях Ближнего и Среднего Востока и от Индии до Вьетнама. Она живёт в сухих, открытых, поросших деревьями ландшафтах.

## Подвиды
Различают 4 подвида:
- M. о. beludschicus обитает от северо-западной части Персидского залива в Иране до Пакистана (Белуджистан) и западной Индии (Раджастан)[3] . Хохол и затылок золотисто-зелёные, подбородок и горло бледно-голубого цвета, полоса на шее шириной 1-2 мм бледно-зелёного цвета. Удлинённые средние перья хвоста длиной до 60 мм.
- M. о. orientalis живёт в Индии и Шри-Ланке и имеет более тёмное зелёное и немного желтоватое оперение, чем М. о. beludschicus. Удлинённые средние перья хвоста длиной до 71 мм.
- M. о. ceylonicus живёт в Шри-Ланке.
- M. о. ferrugeiceps живёт от Ассама в Индии до Бирмы и Вьетнама. Хохол, затылок и спина красно-коричневые. Под чёрной маской находится тонкая зелёная полоса. Удлинённые средние перья хвоста длиной до 63 мм.

Ранее к виду относили также подвиды:
- M. о. viridissimus распространён от Сенегала до Эфиопии. Он имеет желтовато-зелёную окраску. Удлинённые средние перья хвоста достигают 96 мм.
- M. о. cleopratra живёт в долине Нила. Удлинённые средние перья хвоста достигают длины 86 мм.
- M. о. cyanophrys обитает на юго-западе и юго-востоке Аравийского полуострова (Оман, Йемен и Объединённые Арабские Эмираты), а также в местностях у Мёртвого моря и Иордана. Голова и брови лазурного, подбородок и горло голубого цвета, хохол оливково-зелёного цвета. Удлинённые средние перья хвоста длиной всего 23 мм.
- M. о. muscatensis живёт в центральной Саудовской Аравии.

Позже их выделили в два отдельных вида.

## Поведение
Малая зелёная щурка — это довольно часто встречающаяся и доверчивая птица. Из засады она ловит в полёте насекомых, преимущественно пчёл, ос и муравьёв.

## Размножение
В то время как в Африке моногамная малая зелёная щурка выкапывает одиночные гнездовые норы длиной до 2 м на песчаных отмелях, в Индии она гнездится в колониях до 30 гнездящихся пар. В кладке от 4 до 8 белых яиц, которые высиживают обе родительские птицы.